# Eclassan
Eclassan település Franciaországban, Ardèche megyében. Lakosainak száma 1046 fő (2022. január 1.). Eclassan Ardoix, Arras-sur-Rhône, Cheminas, Ozon, Saint-Jeure-d’Ay, Saint-Romain-d’Ay, Sarras és Sécheras községekkel határos.

## Népesség
A település népességének változása:
| Lakosok száma | 598  | 573  | 633  | 816  | 991  | 992  | 1025 | 1028 | 1031 | 1046 |
|               | 1968 | 1982 | 1990 | 2006 | 2013 | 2015 | 2017 | 2019 | 2020 | 2022 |